# Alonso Diego López de Zúñiga y Sotomayor
Alonso Diego López de Zúñiga Sotomayor y Guzmán (Béjar, 1578 - Gerena, 14 de diciembre de 1619) fue un noble español de la Casa de Zúñiga, VI duque de Béjar, grande de España, VII marqués de Gibraleón, IX conde de Belalcázar, VII de Bañares, X vizconde de la Puebla de Alcocer, justicia y alguacil mayor hereditario de Castilla, Primer Caballero del Reino, Caballero de la Orden del Toisón de Oro, mecenas de los conocidos escritores Miguel de Cervantes Saavedra, Luis de Góngora y Argote y otros.

## Filiación
Hijo de Francisco Diego López de Zúñiga Sotomayor y Mendoza, V duque de Béjar y de Plasencia, grande de España, VI marqués de Gibraleón, VII conde de Belalcázar, VI de Bañares, VII vizconde de la Puebla de Alcocer, justicia y alguacil mayor hereditario de Castilla, Primer Caballero del Reino, y de su esposa María Andrea Coronel de Guzmán y Zúñiga, hija de Juan Claros de Guzmán y Aragón, IX conde de Niebla, y de su esposa Leonor de Zúñiga y Sotomayor (tía de Francisco Diego).
Alonso Diego se casó en 1595 con su prima Juana de Mendoza y Enríquez, hija de Iñigo López de Mendoza, V duque del Infantado, y de su esposa Luisa Enríquez de Cabrera. El papa Clemente VIII por bula de 9 de febrero de 1595 le dio dispensa de parentesco para el matrimonio con su prima Juana. Las capitulaciones matrimoniales y las escrituras de dote fueron otorgadas el 1 de enero de 1595. Tuvo en su matrimonio varios hijos, pero solo dos llegaron a edad madura, su primogénito Francisco Diego, VII duque de Béjar y Plasencia, y María casada con García Álvarez de Toledo Osorio y Pimentel, III duque de Fernandina, VI marqués de Villafranca, sin sucesión.

## Caballero de la Orden del Toisón de Oro
El rey Felipe III lo eligió en 1609 caballero de la Orden del Toisón de Oro. Fue investido por el rey en Madrid y recibió el collar de la orden el 2 de enero de 1610.

## Al servicio del reyFelipe III de España
El rey Felipe III por carta escrita en Buitrago, Madrid, de 15 de mayo de 1601 al duque Alonso Diego le da el pésame por el fallecimiento de su padre acaecido en Ávila y lo felicita por la sucesión en el ducado. Por carta escrita en Valladolid de 30 de noviembre de 1601 le agradece por las felicitaciones que recibió del duque Alonso Diego, por el nacimiento de la princesa Ana Mauricia, que fue el 22 de septiembre. Por carta de 4 de febrero de 1602 encarga al duque Alonso Diego que vaya preparando 70 lanzas a su servicio. Por carta escrita en Valladolid el 13 de abril de 1605 le participa del nacimiento del príncipe Felipe, que fue el 8 de abril. Por carta de 28 de febrero de 1609 le informa que ha resuelto decidir, que los moriscos que quieran irse a sus reinos lo puedan hacer en la forma que determina el bando del 28 de febrero de 1609. Por real cédula de 15 de agosto de 1609 establece Felipe III la milicia general para la defensa del reino, a la que el duque Alonso Diego debe contribuir.
El duque Alonso Diego ordena en junio de 1602 realizar diligencias para prevenir a los vecinos de Gibraleón contraataques, saqueos y quemas de los enemigos portugueses o ingleses.
El duque Alonso Diego por carta de 30 de junio de 1602 informa al rey Felipe III que dispone de 200 infantes para las galeras de España al mando del duque de Medina Sidonia.
Sirvió al rey Felipe III levantando a su costa compañías de soldados para la defensa de la frontera con Portugal y para la expedición a la costa atlántica marroquí, que salió de Cádiz el 1 de agosto de 1614 en dirección a La Mármora, bajo las órdenes del capitán general Luis Fajardo de Zúñiga y Requeséns, su deudo. La escuadra llegó a La Mármora el 3 de agosto y el 6 de agosto entró en el puerto y tomó la plaza sin encontrar resistencia.
El duque Alonso Diego participó en la ceremonia de las bodas que se celebraron en la catedral de Burgos el 18 de octubre de 1615. Bodas de la princesa Ana Mauricia, hija del rey Felipe III, con el rey Luis XIII de Francia, representado por el duque de Lerma, y la del príncipe Felipe IV de España, hijo del rey Felipe III, con la princesa Isabel de Borbón, hermana de Luis XIII, representada por el embajador de Francia. Participó en la comitiva que partió a Irún, dirigida por Cristóbal Gómez de Sandoval I duque de Uceda, a recibir a la princesa Isabel de Borbón y entregar a la princesa Ana Mauricia en la frontera. El canje de las princesas se llevó a cabo el 9 de noviembre en el río Bidasoa. La comitiva trajo a la princesa Isabel a Burgos, donde fue agasajada por el rey Felipe III.

## Herencia, mecenazgos, patronazgos, donaciones y señorío
Al fallecimiento de su padre Francisco Diego en 1601 y renuncia por escritura de 17 de septiembre de 1601 de su hermano mayor Francisco a la herencia, títulos y estados, para profesar fraile en la Orden de Santo Domingo, donde tomó el nombre de fray Francisco de la Cruz, vino a sucederlo y heredó los títulos y estados de su casa, y fue VI duque de Béjar y Plasencia. Por real cédula de 23 de marzo de 1595 Felipe II da licencia a Alonso Diego, VII marqués de Gibraleón y futuro VI duque de Béjar y Plasencia, y a Juana de Mendoza Enríquez, para que puedan vincular 80 mil ducados en censos pertenecientes a la dote de Juana en la fundación de mayorazgos, una vez contraído matrimonio. Por real provisión de 15 de septiembre de 1606 Felipe III le concede efectuar la unión de los estados de Belalcázar, Córdoba, y Béjar, Salamanca.
El papa Paulo V le agradece por breve de 14 de agosto de 1605 la carta de felicitación por su nombramiento. Obtiene el 7 de noviembre de 1617 licencia del nuncio del papa Paulo V para celebrar misa en su oratorio privado.
Otorgó las capitulaciones y pago de la dote para el matrimonio de su hermana Leonor Brianda con su primo hermano Francisco Antonio Silvestre de Zúñiga, futuro V marqués de Ayamonte, hijo de Francisco de Zúñiga Sotomayor y Córdova, IV marqués de Ayamonte, y de su esposa Ana Felisa de Zúñiga y Sarmiento de la Cerda (su tía), de fecha 22 de abril de 1605.
El prior del Convento de San José del Monte, de la Orden del Carmen Descalzo, situado en Las Batuecas, Salamanca, confirma por escritura de 30 de septiembre de 1608 la posesión del patronazgo de la Ermita de Santa Teresa de Jesús de dicho convento por el duque Alonso Diego. Otorga el 25 de octubre de 1601 un juro cargado sobre el pescado salado de Sevilla a favor del Convento de San Pablo de Sevilla. Dona 50 ducados anuales, por escritura de 29 de agosto de 1608, al Convento de San José del Monte, Salamanca, de la orden de las carmelitas descalzas.
El duque Alonso Diego por las ordenanzas de 28 de octubre de 1603 prescribe el ajuar y demás bienes que han de llevar las novicias al ingresar de religiosas en el Convento de la Piedad de la villa de Béjar, Salamanca. Por las ordenanzas de 5 de marzo de 1605 sobre los daños a los viñedos por el ganado, impone las penas a los que hacen cometer tales daños. Así mismo ordena la aplicación de penas pecuniarias y en casos graves sigue actos judiciales por el indebido pastoreo de ganado, talas forestales, aprovechamiento indebido de campos baldíos, y otros delitos.
Escrituras de tomas de posesión y pleito homenaje de los estados heredados a la muerte de su padre en mayo de 1601.
Escrituras de nombramientos de oficiales para la administración y jurisdicción de sus estados.
Escrituras sobre peticiones, licencias y donaciones presentadas por los concejos de las villas, vecinos y religiosos, otorgadas por el duque Alonso Diego.
Autoriza por escritura de 9 de octubre de 1619 al concejo de Solana de Ávila a vender una parte del grano del pósito municipal y prestar a los vecinos las cantidades así obtenidas mediante censos.
El duque Alonso Diego sostuvo diversos pleitos con el Concejo de la Mesta sobre los derechos de portazgo, utilización de dehesas y otros casos. También sostuvo pleitos con el arzobispo de Toledo y otras autoridades eclesiásticas sobre la percepción de los diezmos y congruas de sustentación de los curas de la villa de Capilla, Badajoz. Diego Arista de Zúñiga, Alcaide de la fortaleza de la villa de Bañares, La Rioja, sostuvo en 1611 pleito, en nombre del duque Alonso Diego, sobre la restitución de tierras y heredades propiedad del duque, que los vecinos habían vendido ilegalmente. El Monasterio de la Santísima Trinidad de Valladolid litigió pleito en 1617 contra el duque Alonso Diego, como patrono del monasterio, para cobrar el dinero que les había costado la reparación del monasterio.
Sobre posesiones en la villa de la Algaba, Sevilla, sostuvo pleito en 1619 con Pedro Andrés de Guzmán Acuña, III marqués de la Algaba.
Miguel de Cervantes Saavedra, le dedicó por su caballerescos dones y mecenazgo su obra El Ingenioso Hidalgo Don Quijote de la Mancha editada en 1605 y pasó unas temporadas en Béjar. Siguiendo la tradición de la época, otros autores buscaron también su protección, dedicándole sus obras:
- Pedro de Espinosa, Primera Parte de las Flores de Poetas ilustres de España. Dirigida al Señor Duque de Béjar.[40]
- Juan López del Valle, Soneto a la Grandeza del Duque de Béjar (soneto como preámbulo de la obra de Pedro de Espinosa).
- Christóbal de Mesa, Rimas (1611).
- Lope de Vega, Rima CXXXI: El Duque de Béjar.[2]
- Luis de Góngora y Argote, Soledades (1613).[41]

El duque Alonso Diego otorgó testamento el 1 de enero de 1619.
A la muerte del duque Alonso Diego la villa de Béjar, Salamanca, siguió luto, según escritura de 20 de enero de 1620.
Su esposa la VI duquesa de Béjar y Plasencia, Juana de Mendoza Enríquez, después de quedar viuda, entró de monja en el Convento de San José de carmelitas descalzas en Écija, Sevilla, donde tomó el nombre de Juana de la Santísima Trinidad. Otorgó testamento el 18 de abril de 1624 y codicilo en 1641.
El cuerpo del fallecido VI duque de Béjar y Plasencia, Alonso Diego, fue trasladado a Gibraleón y enterrado en la Iglesia del Convento de Nuestra Señora del Vado de Gibraleón, Huelva, el 2 de diciembre de 1622.